# Alois Huml
Alois Huml (19. října 1925 – ???) byl český a československý politik a bezpartijní poslanec Sněmovny národů Federálního shromáždění za normalizace.

## Biografie
K roku 1971 a 1976 se profesně uvádí jako soustružník. Coby soustružník kovů pracoval v n.p. Válcovny a tažírny trub v Chomutově. Byl členem a funkcionářem ROH. V roce 1970 získal vyznamenání Za vynikající práci.
Dlouhodobě zasedal v nejvyšším zákonodárném sboru. Ve volbách roku 1971 zasedl do české části Sněmovny národů (volební obvod č. 35 – Chomutov-Louny, Středočeský kraj). Mandát obhájil ve volbách roku 1976 (obvod Chomutov-Louny), volbách roku 1981 (obvod Chomutov-Louny) a volbách roku 1986 (obvod Chomutov-Louny). Ve Federálním shromáždění setrval do ledna 1990, kdy rezignoval na poslanecký post v rámci procesu kooptace do Federálního shromáždění po sametové revoluci.